# Zanclea bomala
Zanclea bomala är en nässeldjursart som beskrevs av Boero, Bouillon och Gravili 2000. Zanclea bomala ingår i släktet Zanclea och familjen Zancleidae. Inga underarter finns listade i Catalogue of Life.